# Konrad von Maurer

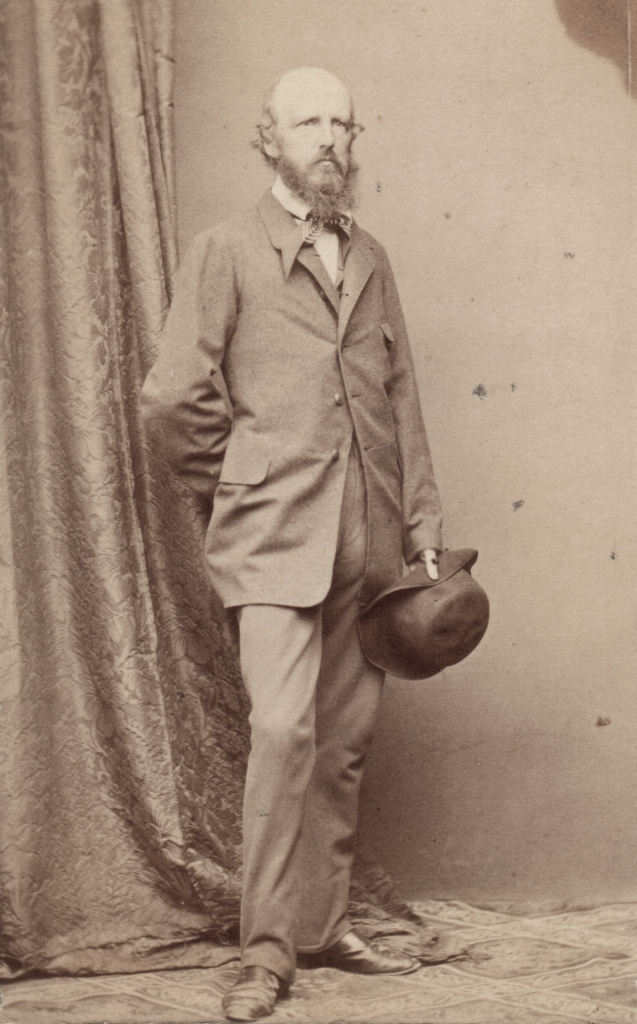
Konrad von Maurer, fényképfelvétel

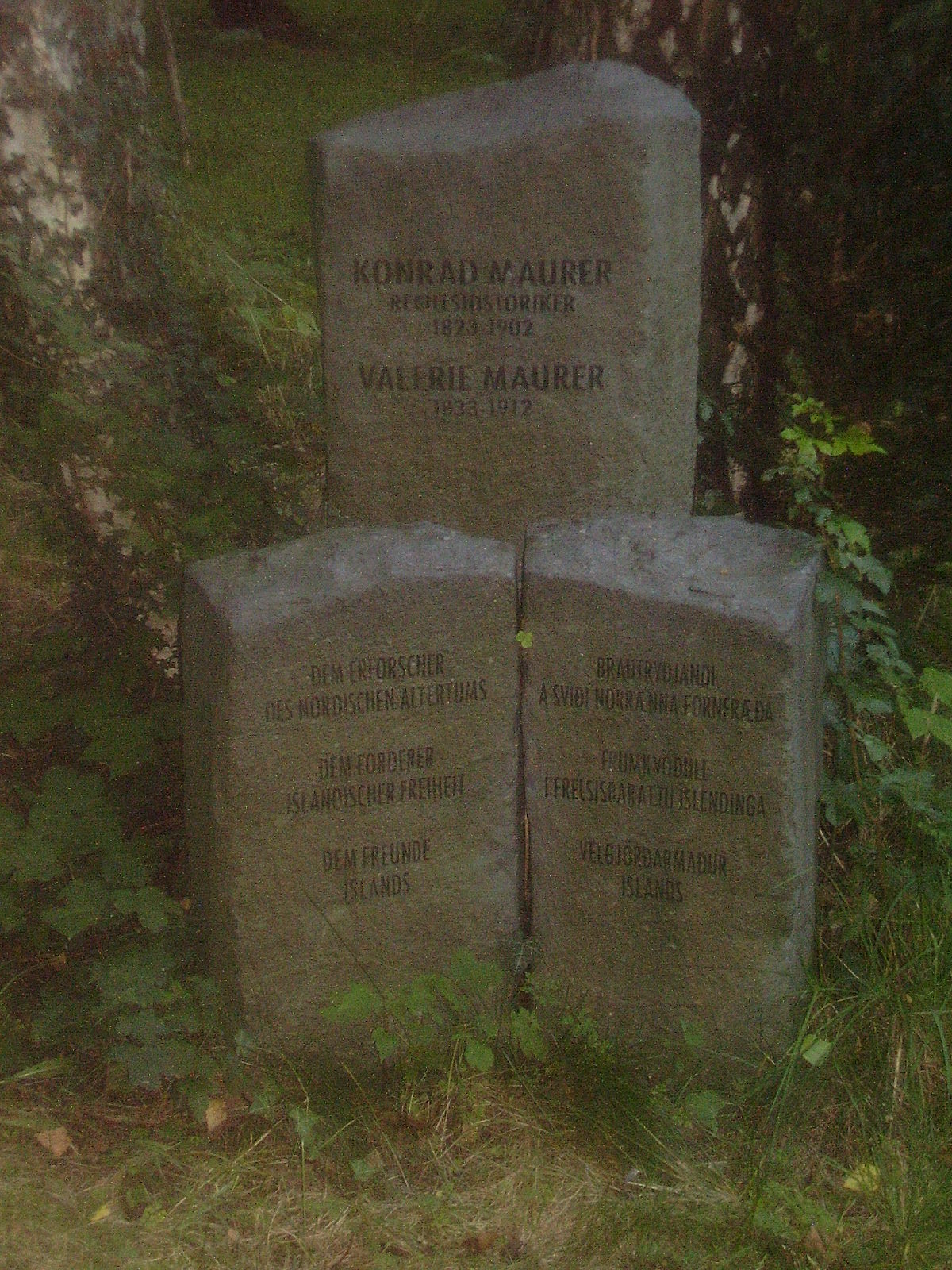
Sírja Münchenben

Konrad von Maurer (Frankenthal, 1823. április 23. – München, 1902. szeptember 16.) német germanista, aki különösen a skandináviai régiségekkel foglalkozott.

## Élete
Georg Ludwig von Maurer és Friederike Heydweiller fiaként született. 1826-ban a család Münchenbe költözött, így tanulmányait ott, majd Lipcsében és Berlinben végezte. 1855-ben a skandináviai régiségek rendes tanára lett (1847-től rendkivüli tanár volt) a müncheni egyetemen. 1858-ban Izlandra utazott, ahol többek között népmondákat is gyűjtött. 1875-ben vendégelőadónak meghívták a christianiai (ma Oslo) egyetemre, ahol később díszdoktorrá avatták. Felesége Valerie von Faulhaber volt, akitől nyolc gyermeke született. Legidősebb fia, Ludwig Maurer (1859–1927) matematikus.

## Művei
- Die Entstehung des isländischen Staates und seiner Verfassung (1852);
- Die Bekehrung des norwegischen Stammes zum Christenthum (1855-1856);
- az ó-izlandi Gull-Thorissaga kiadása (1858);
- Isländische Volkssagen der Gegenwart (1860);
- Über die Ausdrücke: altnordische, altnorwegische und isländische Sprache (a bajor akadémia közleményeiben, 1867);
- Quellenzeugnisse über das erste Landrecht und über die Ordnung der Bezirksverfassung des isländischen Freistaats (uo. 1869);
- Über die Wasserweihe des germanischen Heidenthums (uo. 1880);
- Udsigt over der nordgermaniske Retskilders Historie (Kristianiában tartott jogtörténeti felolvasásainak gyűjteménye, 1878); német fordítása Holtzendorff Encyklopaediájának 1. kötetében.